# Anouk Taggenbrock
Anouk Taggenbrock (n. 13 august 1994, Utrecht, Utrecht, Țările de Jos) este o baschetbalistă. A participat la o ediție a Jocurilor Paralimpice (2020) în care a câștigat medalia de aur

## Participări
Lista de mai jos prezintă principalele competiții la care a participat Anouk Taggenbrock de-a lungul carierei.
- wheelchair basketball at the 2020 Summer Paralympics – women's tournament[*]